# شركة علوم الكمبيوتر

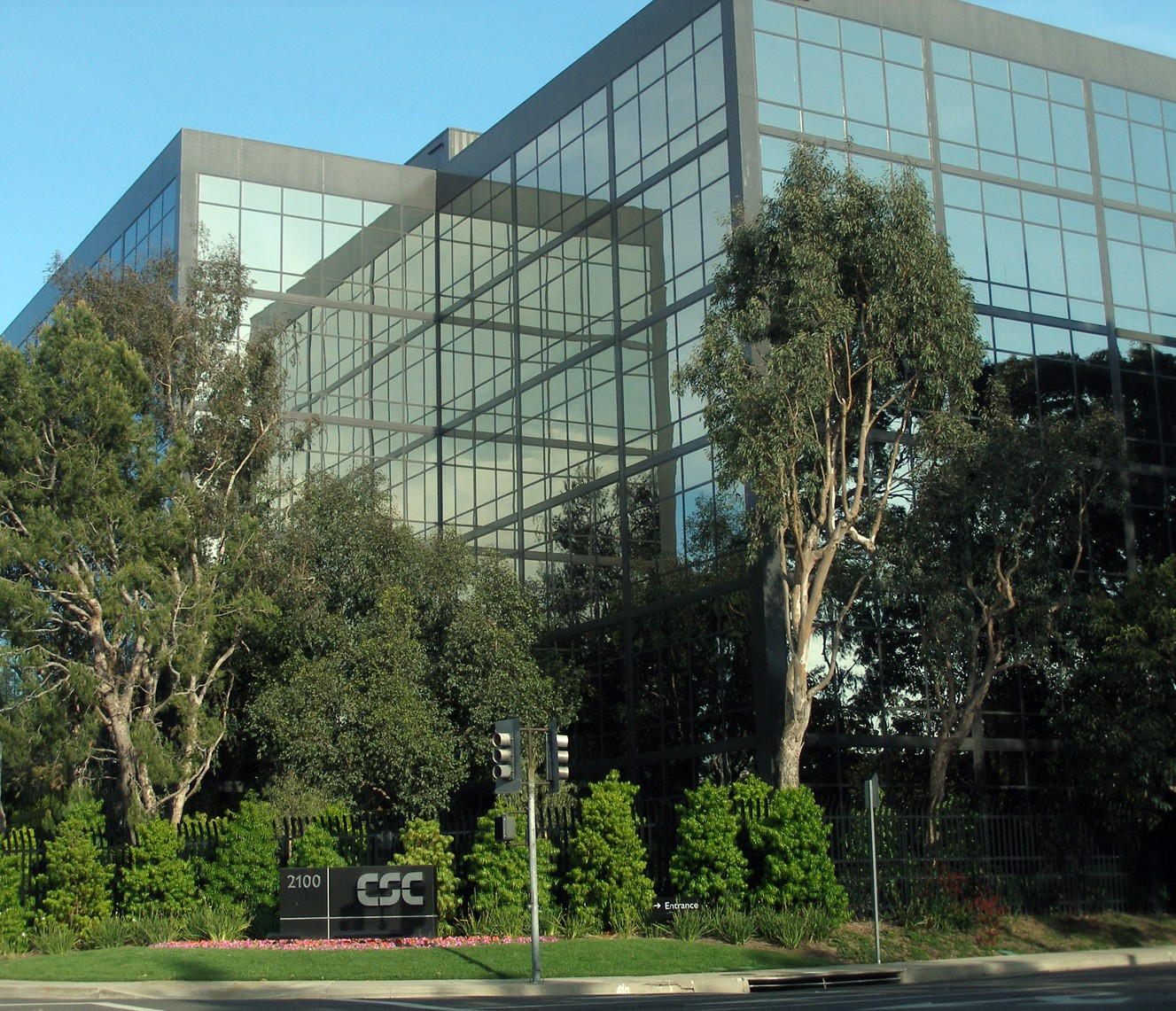
المقر السابق لـ CSC في El Segundo ، كاليفورنيا ، الولايات المتحدة الأمريكية (مكتب فرعي بعد 2008)

شركة علوم الكمبيوتر (CSC) هي شركة أمريكية متعددة الجنسيات تقدم خدمات تكنولوجيا المعلومات (IT) والخدمات المهنية. في 3 أبريل 2017، اندمجت مع خط أعمال خدمات المؤسسات (اتش بي) (أنظمة البيانات الإلكترونية سابقًا) لإنشاء تقنية DXC. 

## تاريخ
تأسست (CSC) في أبريل 1959 في لوس أنجلوس، كاليفورنيا، بواسطة روي نوت وفلتشر جونز. CSC قدمت في البداية أدوات البرمجة مثل المجمع ومترجم البرمجيات.
في الستينيات من القرن الماضي، قدمت CSC خدمات برمجة البرامج إلى كبرى شركات تصنيع أجهزة الكمبيوتر مثل أي بي ام وهوني ويل وحصلت على عقودها الأولى للقطاع العام في الولايات المتحدة مع وكالة ناسا (من بين آخرين). 
بحلول عام 1963، أصبحت CSC أكبر شركة برمجيات في الولايات المتحدة وأول شركة برمجيات يتم إدراجها في البورصة الأمريكية. بحلول نهاية عام 1968، تم إدراج CSC في بورصة نيويورك وكان لها عمليات في كندا والهند والمملكة المتحدة وألمانيا وإسبانيا وإيطاليا والبرازيل وهولندا.
في عام 1967، أنشأت CSC شركة كمبيوتيكت للمنافسة في سوق التذاكر الإلكترونية الوليدة التي تنافس تيكيترون لكنها خسرت 13 مليون دولار وأوقفت الخدمة في عام 1970.
في السبعينيات والثمانينيات، توسعت CSC عالميًا وفازت بالعقود الكبيرة للصناعات المالية والدفاعية ومن خلال عمليات الاستحواذ في أوروبا وأستراليا.
في عام 2000، أسست CSC مشروعًا مشتركًا يسمى حلول مصرفية مبتكرة  في فيسبادن، ألمانيا لتسويق حل (SAP) المطور حديثًا لشركات الرهن العقاري.
منذ بداياتها في عام 1959، كان المقر الرئيسي للشركة في كاليفورنيا. في 29 مارس 2008، تم نقل المقر الرئيسي للشركة من ألسيقوندو، كاليفورنيا، إلى اناديل، فيرجينيا.  كانت CSC إحدى الشركات المدرجة في قائمة فورتون 500 منذ عام 1995،  وجاءت في المرتبة 162 في تصنيفات 2012.
في السنة المالية 2013، استحوذت CSC على سيرفس ميش (SM) (الإدارة السحابية) مقابل 282 مليون دولار، وانفو تشيمبس (منصة البيانات الضخمة) مقابل 27 مليون دولار، و (42Six (تحليلات الاستخبارات الوطنية) مقابل 35 مليون دولار، واي سوفت (حلول التطبيقات) للنقد والديون، وتطبيقات لابز (اختبار التطبيق) مقابل 171 مليون دولار.
في مايو 2015، أعلنت CSC عن خطط لفصل أعمال القطاع العام عن أعمالها التجارية والدولية. في أغسطس، أُعلن أن أعمال الخدمات الحكومية في CSC ستندمج مع اس ار أي العالمية لتشكيل شركة جديدة - CSRA - في نهاية نوفمبر 2015.
في يوليو 2015، أعلنت CSC و HCL للتكنلوجيات عن توقيع اتفاقية مشروع مشترك لتشكيل شركة برمجيات وخدمات مصرفية، فين تيك. 
في سبتمبر 2015، أغلقت CSC عملية الاستحواذ على فيكس ان تيك، وهي مزود لحلول التداول المدارة للمكاتب الأمامية في أسواق رأس المال. استحوذت CSC أيضًا على شركاء فروتشينر، وهي شركة تقدم حلولًا مدعومة بالتكنولوجيا لقطاع إدارة الخدمات خلال الشهر.
في نوفمبر 2015، وافقت CSC على الاستحواذ على أسهم UXC ، وهي شركة خدمات تكنولوجيا معلومات مقرها أستراليا في صفقة قيمتها
A$دولار أسترالي مليون
(309 million دولار أمريكي).
في ديسمبر 2015، وافق مزود خدمات وتكنولوجيا الأعمال، اكس تشينجنق، على أن تشتريه CSC.
في فبراير 2016، أعلنت CSC أنها ستنقل مقرها الرئيسي إلى تايسونز، المنطقة التجارية المركزية في مقاطعة فيرفاكس، على بعد أميال قليلة من أنانديل.
في 3 أبريل 2017، اندمجت مع خدمات اتس بي أي انتيربرايز لإنشاء DXC للتكنلوجيا.  

## أعمال
تم تصنيف CSC بين مقدمي خدمات تكنولوجيا المعلومات الرائدين في العالم.   جغرافيًا، كان لدى CSC عمليات رئيسية في جميع أنحاء أمريكا الشمالية وأوروبا وآسيا وأستراليا.
عملت الشركة في ثلاثة خطوط أو قطاعات خدمة واسعة حتى عام 2015 تصفية NPS ، قطاعها العام:
- القطاع العام في أمريكا الشمالية (NPS): منذ عام 1961، كانت CSC واحدة من مزودي خدمات تكنولوجيا المعلومات الرئيسية للحكومة الفيدرالية الأمريكية. قدمت CSC خدمات إلى وزارة الدفاع الأمريكية، [28] وكالات إنفاذ القانون والاستخبارات (مكتب التحقيقات الفدرالي، [29] وكالة المخابرات المركزية، الأمن الداخلي)، وكالات الطيران والفضاء (ناسا). في عام 2012، شكلت العقود الفيدرالية الأمريكية 36٪ من إجمالي إيرادات CSC.[30]
- الخدمات المدارة
- حلول وخدمات الأعمال

قامت الشركة بالعديد من عمليات الاستحواذ، بما في ذلك دين كورب في عام 2003   وشركة كوفانسيس في عام 2007.

## الجوائز والتقدير
- في سبتمبر 2012، احتلت CSC المرتبة الثامنة في تصنيف (المجلة البرمجيات 500) لأكبر مزودي البرامج والخدمات في العالم.[34]

## نقد
- في يونيو 2013، وصفت مارغريت هودج، رئيسة لجنة الحسابات العامة، وهي لجنة مختارة من مجلس العموم البريطاني، CSC بأنها «شركة فاسدة توفر نظامًا ميؤوسًا منه» بالإشارة إلى عقدهم الذي يبلغ عدة مليارات من الجنيهات الاسترلينية لتقديم البرنامج الوطني لـ عقد IT لورينزو.[35]
- في ديسمبر 2011، انتقدت منظمة حملة عامة 4٫39 million دولار أمريكيعلى الضغط وعدم دفع أي ضرائب خلال 2008-2010، بدلاً من 305 مليون دولار أمريكي في التخفيضات الضريبية، على الرغم من تحقيق ربح 1.67 مليار دولار أمريكي.[36]
- في فبراير 2011، أطلقت لجنة الأوراق المالية والبورصات الأمريكية (SEC) تحقيقًا احتياليًا في ممارسات المحاسبة لدى CSC في الدنمارك والأعمال الأسترالية. أكد المدير المالي لدى CSC مايك مانكوسو أن الأخطاء المحاسبية وسوء السلوك المتعمد من قبل أفراد معينين في أستراليا دفع منظمي SEC إلى تحويل نظرهم إلى أستراليا. كما ذكر مانكوسو أن سوء السلوك المزعوم يشمل 19 مليون دولار أمريكي في كل من المخالفات المحاسبية المتعمدة والأخطاء المحاسبية غير المقصودة.[37] اتهمت هيئة الأوراق المالية والبورصات الرئيس التنفيذي السابق مايك لافن بالاحتيال واستردت 4,35 مليون دولار [38]
- وقد اتُهمت الشركة بانتهاك حقوق الإنسان من خلال ترتيب العديد من رحلات التسليم غير القانوني لوكالة المخابرات المركزية بين عامي 2003 و 2006، مما أدى أيضًا إلى انتقادات للمساهمين في الشركة، بما في ذلك حكومتي النرويج وبريطانيا.[39] [40]
- انخرطت الشركة في عدد من الأنشطة التي أدت إلى اتخاذ إجراءات قانونية ضدها. هؤلاء هم:
  1. ما يسمى بخدمة ورلد بريج (خدمات التأشيرات)، التي عالجت وأصدرت ملايين طلبات التأشيرة لدخول بريطانيا، لم تشمل السلطات البريطانية. 
  2. كان CSC أحد المقاولين الذين عينتهم دائرة الإيرادات الداخلية لتحديث نظام الإيداع الضريبي. أخبروا مصلحة الضرائب أنها ستفي بالموعد النهائي في يناير 2006، لكنهم فشلوا في القيام بذلك، تاركين مصلحة الضرائب بدون نظام قادر على اكتشاف الاحتيال. كلف فشلها في الوفاء بالموعد النهائي للتسليم لتطوير نظام آلي للكشف عن الاحتيال في استرداد الأموال مصلحة الضرائب 200 مليون[ بحاجة لمصدر ] دولار أمريكيو 300 مليون دولار أمريكي.

## روابط خارجية
- الموقع الرسمي
- شركة علوم الحاسب الآلي الأوراق المالية